# Darwin Joston
Francis Darwin Solomon (Winston-Salem, 9 de dezembro de 1937 — Winston-Salem, 1 de junho de 1998) foi um ator estadunidense.
Joston iniciou sua carreira cinematográfica em Nova Iorque e apareceu em inúmeros programas de televisão durante a década de 1960 e o início da década de 1970, embora seja mais reconhecido internacionalmente por suas atuações em filmes independentes, como Assault on Precinct 13.

## Filmografia
- Cain's Cutthroats (1970) - Billy Joe
- Rattlers (1976) - Palmer
- Assault on Precinct 13 (1976) - Napoleon Wilson
- Eraserhead (1977) - Paul
- The Fog (1980) - Dr. Phibes
- Coast to Coast (1980) - Drunken Trucker #2
- Time Walker (1982) - Lt. Plummer